# Metaalbroei
Metaalbroei is het verschijnsel waarbij de oxidatiesnelheid van het metaal zo hoog is dat de reactiewarmte niet snel genoeg kan worden afgevoerd en de temperatuur van het metaal daardoor stijgt. Metaalbroei kan overgaan in metaalbrand of schrootbrand. De omstandigheden voor metaalbroei zijn vaak zeer specifiek. Meestal gaat het hier over metalen in de recyclingindustrie. Het effect is niet breed bekend; er is bijvoorbeeld meer kennis over broei in organische producten zoals cacaoafval, gras en hooi. 

## Oorzaak
Initieel wordt er waterdamp gevormd door opwarming door corrosie van de metalen door contact met water (meestal door regen aangevoerd). Hierdoor ontstaat een sneeuwbaleffect en uiteindelijk wordt zoveel hitte gegenereerd dat het metaal gaat branden. 
Het blussen van een brand door metaalbroei is gecompliceerd omdat de aanvoer van bluswater de brand verergert en door vorming van waterstofgas explosies kan veroorzaken.  
Naarmate er meer verschillende metalen of meer brandbare metalen worden gerecycled zoals lithium in batterijen van elektrische auto's, neemt de kans op metaalbroei toe.